# Leonardo Realpe
Leonardo Realpe, né le 26 février 2001 à Quinindé, est un footballeur international équatorien qui évolue au poste de défenseur central au FC Famalicão, en prêt du RB Bragantino.

## Biographie

### Carrière en club
Né à Quinindé en Équateur, Leonardo Realpe est formé par l'Independiente del Valle, où il commence sa carrière professionnelle en championnat d'Équateur. Il joue son premier match avec l'équipe première du club le 21 mars 2019, prenant part au match contre le CA Unión en Copa Sudamericana, compétition qui sera remportée par l'équipe équatorienne,.
Il fait ses débuts en championnat le 14 juillet 2019, lors d'un match nul 1-1 à l'extérieur contre le Técnico Universitario.
En janvier 2020, il est transféré au RB Bragantino en championnat du Brésil,,, dans lequel il s'illustre rapidement en défense centrale,,.

### Carrière en sélection
En juin 2023, Realpe est convoqué pour la première fois avec l'équipe senior d'Équateur. Il honore sa première sélection le 20 juin 2023,.